# 油淋鶏
油淋鶏（ユーリンチー、簡体字中国語: 油淋鸡、繁体字中国語: 油淋雞、拼音: yóulínjī）は、鶏肉を油で調理した中華料理。中国の油淋鶏はおもに丸鶏の素揚げ。日本式中華料理の油淋鶏は、油淋鶏ソース（刻んだネギと甘い酢醤油のタレ）をかけた鶏のから揚げである。

## 中華圏の油淋鶏

### 用語
「油淋」という用語は複数の異なる調理法を指す:
- 肉を揚げる際に、熱した油をおたまなどで肉に繰り返しかける調理法[1][2]。油淋炸のこと[3]。狭義には § 脆皮鶏の製法を指すこともある[4]。油潑（簡体字: 油泼; 繁体字: 油潑、ヨウポウ[5]）も油淋と同様[5]。ただし「油潑」という語も複数の意味がある。
- （加熱調理済みの）肉を皿に並べて薬味・香辛料を乗せ、その上から熱した油をかけて香味を出す調理法[1]。葱油淋鶏はこれに該当する。油潑ともいう[6]。
- 高温の油が入った鍋を火からおろしてから材料を入れる調理法[6]。油浸ともいう[6]。ただし「油浸」という語にも複数の意味がある[7]。

### 油淋炸による調理

#### 油淋鶏・油淋子鶏（中国）
中国の油淋鶏はおもに丸鶏（鶏一羽丸ごと）を衣なしで素揚げにしたものである。ただし、レシピによっては必ずしも油淋炸を明示していない。油で揚げる前に、蒸したり煮たりするバージョンもある。各地に同様の名の料理がある。
『中国名菜譜』（1959年刊）は山東料理店の油淋鶏を紹介している。ヒナの丸鶏を醤油・ウイキョウなどで下味をつけ、油で二度揚げしてから漬け汁で少々煮る。花椒麺（花椒の粉）と辣醤油を添えて供する。
『中囯飲食大辞典』（1991年刊）は油淋鶏を浙江料理だとしている。醤油で下味をつけた鶏を油で揚げ、鶏の姿に並べる。漬け汁を煮てかけ、香菜をあしらう。同書の四川料理 油淋仔鶏も汁をかけて供する:378。同書の湖北料理 油淋童鶏は、ネギ・ショウガ・醤油・砂糖・酢・うま味調味料のタレをかける:378。
料理研究家傅培梅による中国西部の料理 油淋子鶏（繁体字: 油淋子鶏）のレシピでは、若鶏の丸鶏に醤油・八角などで下味をつけ、まず蒸してから油で揚げ、切って皿に盛る。ネギと花椒粉を載せ、上から熱したごま油をかける。蒸さずに揚げた場合は生炸油淋鶏とも呼ぶ。骨なしなら油淋去骨鶏、また丸鶏でなくモモ肉だけの場合は油淋鶏腿と呼ぶ。傅培梅の油淋雞腿は骨なしモモ肉を使い、タレをかける。
四川料理油潑鶏（簡体字: 油泼鸡; 繁体字: 油潑雞）は『中国名菜譜』の油淋鶏と同様に、醤油などで下味をつけた鶏肉を二度揚げしてから煮て、ごま油をかけて供する。

#### 油淋庄鶏
湖南料理の名物 油淋庄鶏（簡体字: 油淋庄鸡; 繁体字: 油淋莊雞）は油淋鶏の一種。雛ではなく大きめの鶏を使い、一旦醤油味に煮てから油淋炸で揚げる。揚げ油にはピーナッツオイルを使う。切り分けてから姿に並べ、ごま油をかけて供する。薬味として、刻みネギのごま油あえ、花椒塩、ピーナッツ、甜麺醤を添える。
「庄」の字は19世紀の清末期の官僚・文人である荘賡良（簡体字: 庄赓良; 繁体字: 莊賡良、庄庚良:279）の名から取った。伝説によれば、萧麓松という料理人が荘賡良のために考案した油淋鶏なので油淋庄鶏と呼ばれるようになったと言う。

#### 脆皮鶏・炸子鶏

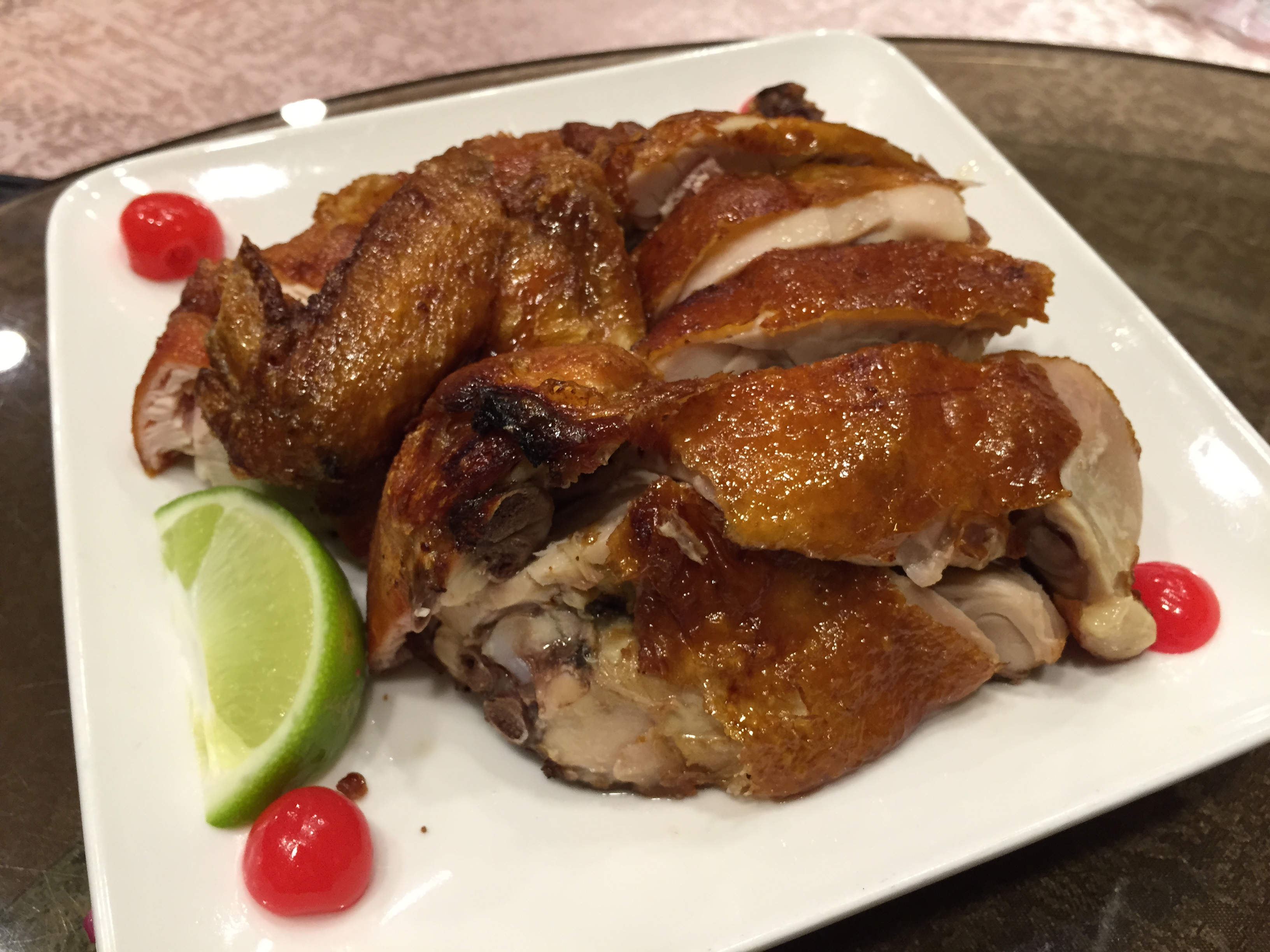
當紅脆皮雞

脆皮鶏（簡体字: 脆皮鸡; 繁体字: 脆皮雞、ツォェイピィヂィ）は代表的な広東料理のひとつ:240。丸鶏を油淋炸により揚げて作る。
香港で脆皮鶏・炸子鶏 (zh:炸子雞) （簡体字: 炸子鸡; 繁体字: 炸子雞）・当紅炸子鶏（簡体字: 当红炸子鸡; 繁体字: 當紅炸子雞）・脆皮炸子鶏、といった名で売られているのはどれも同じような料理である。
「脆皮」は皮がパリっとしているという意味。そのためにまず茹で、次いで水飴を塗り、乾かしてから油で揚げる。この技法を脆炸:182あるいは脆皮炸という。
この料理はサクサク感が重視されるため、揚げる際に片栗粉を付けるレシピもある。『中国名菜譜』（1959年刊）の大同脆皮鶏（簡体字: 大同脆皮鸡; 繁体字: 大同脆皮鷄）が片栗粉を付けるタイプである。このレシピではチョウジ・甘草・肉桂・花椒など:5で下茹でをし、揚げ油としては油淋庄鶏と同様にピーナッツオイルを使う。揚がったらブツ切りにして姿に並べ、蝦片（中華えびせんべい）をあしらう:5。タレはかけず、食べるときに塩・酸辣醤:10（あるいはウスターソース:7）・レモン汁をつける。傅培梅の脆皮肥鶏も花椒・八角・桂皮で下茹でし、片栗粉をつけて揚げる:116。
片栗粉を付けないレシピもある。例: 傅培梅の当紅脆皮鶏（繁体字: 當紅脆皮雞）:19。

### 油淋炸ではないが、名称に「油淋」を含む料理

#### 葱油淋鶏・葱油鶏
葱油淋鶏（簡体字: 葱油淋鸡; 繁体字: 蔥油淋雞）・葱油鶏（簡体字: 葱油鸡; 繁体字: 蔥油雞）は葱油（ツォンイウ、ネギ入りの油）をかけた鶏肉料理である。鶏肉は蒸すか茹で、油淋鶏と違って油では揚げない。蒸しあがった肉を皿に盛って繊切りネギとショウガを乗せ、上から熱した油をかける:114。

## 日本の油淋鶏

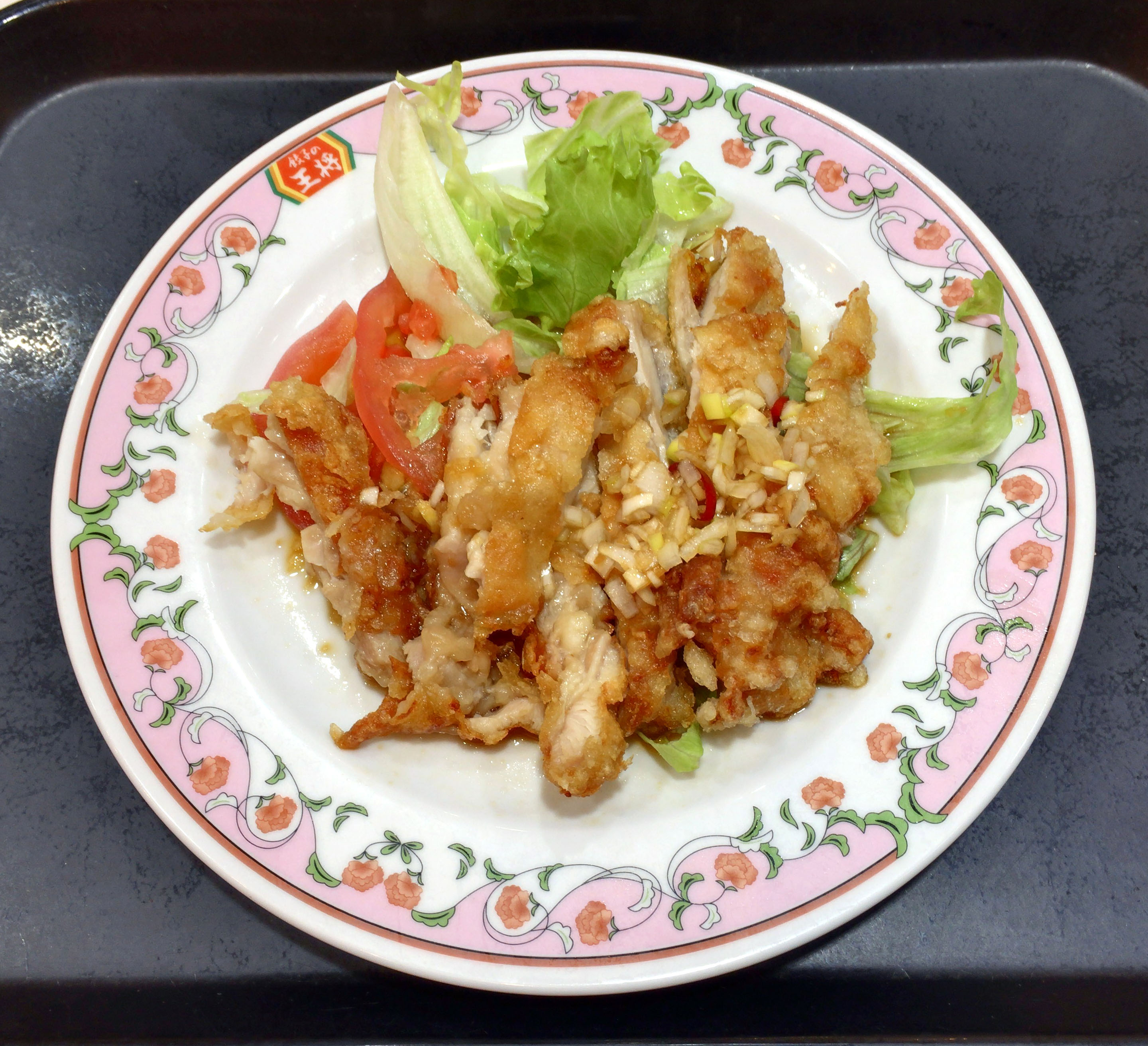
餃子の王将の油淋鶏

日本の油淋鶏は鶏肉に衣をつけて揚げ、タレがかかっている。これは日本式中華料理とみなされている。家庭用レシピでは鶏のモモ肉に片栗粉をまぶして揚げた鶏のから揚げにタレをかけたものである。
タレ（油淋鶏ソース）は主に醤油・ネギのみじん切り・酢・砂糖で作られる。ショウガ・ごま油・ニンニク・唐辛子を加えることもある。
油淋鶏は「ユーリンチー」・「ユーリンジ」・「ユーリンジイ」・「ヨウリンヂ」などの読み仮名がつけられている。
同様の料理は揚げ鶏のねぎソース
・揚げどりの薬味ソースがけ
・鶏肉のから揚げ 香味ソースかけなどとも呼ばれる。

### 日本における歴史

#### 鶏の丸揚げ
1954年の王馬熙純による中華風料理のレシピ 油淋子鶏（ユウリンズチイ）は中国と同様に、ヒナ鶏の丸鶏を油淋炸で揚げる。片栗粉はつけない素揚げである。かけ汁はスープ・酢・ネギ・ショウガ・砂糖・ごま油から成り、醤油はない。王馬による1958年の油淋鶏のレシピも同様に丸鶏の素揚げである。かけ汁に醤油とニンニクが加わった。
「油淋鶏」以外の料理名ではさらに古い例もみられる。1928年の油撲全鶏のレシピでは、丸鶏をまず茹でてからラードで揚げ、刻みネギ・醤油・スープ・砂糖等を煮たタレをかける。

#### 油淋鶏は鶏のから揚げのソースがけである
「油淋鶏」とは鶏のから揚げにソース（タレ）をかけたもの、という認識は1950年代から既にあった。ただし衣をつけない素揚げである。

#### 城戸崎愛の「揚げ鶏のねぎソースかけ」
「油淋鶏」以外の料理名で、衣や粉をつけて揚げた鶏に刻みネギ・醤油ベースのタレをかけるレシピは20世紀前半からあった。たとえば、1928年 吉田誠一の小麦粉をつけて揚げる鍋焼全鶏:94、小麦粉と卵の衣で揚げる炸酥童雞（1947年、山田政平）や澆汁酥鶏（1961年、馬遅伯昌）である。しかし、これらのタレは葛粉などでとろみをつけてある。
とろみのないタレを使うレシピとしては1961年の赤堀全子の炸八塊鶏（ひな鶏揚げ浸し）がある。しかし、タレはかけるのではなく揚げ浸しにする。
1970年の城戸崎愛の若鶏の衣揚げ ねぎソースはソース（タレ）をかけるスタイルのレシピである。骨抜きの鶏モモ肉に衣をつけて揚げ、ネギ・醤油ベースのタレをかける点で、後の日本の油淋鶏と同じ構成である。ただし、タレに酢がなく、酒が入っているという点は異なる。城戸崎はほぼ同じレシピを、さまざまな料理名で『主婦の友』や『きょうの料理』などに何度も紹介している。1964年のレシピでは「汁をつけて食べます」、1965年版は「ねぎのソース」をかけるのか添えるのかが曖昧、1970年版でソースをかけることが明示された。他の料理名は鶏のから揚げ ねぎソース・揚げ鶏のねぎソースかけなど。「油淋鶏」とは呼んでいない。
城戸崎はこの料理を中国人から教わったというが、中国語での料理名は記載していない。
このレシピでは下味に卵を加え、片栗粉は多めにまぶす。少量の肉で「驚くほど」大きなボリューム感が出せることを特長としている。

#### 油淋鶏定食
1969年時点で、東京の食堂で「油淋鶏定食（鶏から揚げと長葱ソースかけ）」やランチ定食「油淋童鶏（若鶏のネギソースかけ）」が販売されていた。

#### 片栗粉を使った油淋鶏
陳建民・黄昌泉・原田治著『中国料理宴席料理』（1970年発行）の脆皮油鶏（脆皮油淋鶏）は、丸鶏を揚げる前に片栗粉をすりこむ:192。タレはネギ・ショウガ・醤油・砂糖・酢・うま味調味料・ごま油を混ぜたものを、揚げた肉にかけて供する。
1977年『きょうの料理』掲載の楊萬里による「鶏のから揚げ にんにくソースかけ（油淋鶏）」は鶏手羽肉またはモモ肉に片栗粉をまぶすレシピで、料理名を「油淋鶏」と明記している。ソースの薬味はネギ・ニンニク・ショウガで、加熱してから肉にかける。ソースに酢がない。

#### 油淋鶏ソース
陳建民・原田治らは、四川料理では油淋鶏のタレをかけた料理もまた油淋◯◯と呼ぶ、と説明している:193。
1980年代には油淋鶏のタレ（油淋鶏ソース）をかけた・あるいは添えたさまざまな油淋◯◯という料理名がみられる: 油淋青蟹（カニ）、油淋生蠔（カキ (貝)）、油淋鰻魚（ウナギ）、油淋鵪鶉（ウズラ）。
城戸崎愛や栗原はるみは、ねぎソースが人気の決め手であることに気づき、その重要性を強調している。

#### ひとくちサイズ
鶏肉をひとくち大に切ってから唐揚げにするレシピを楊萬里（1977年）や小林カツ代（1981年）、塩田ミチル（1986年）が紹介している。いずれも衣に卵と片栗粉を使う。

#### 簡素化
市販品の鶏のから揚げにねぎソースをかけるレシピを武者さちよ（1985年）やや陳建一（1991年）が提案している。
1995年の周富徳のレシピ とり肉の香味ソースでは、鶏は揚げるのではなくて、卵と片栗粉の衣をつけてフライパンで焼く。

#### 量産化
1970年代に油淋鶏の缶詰が試作され、1980年代に油淋鶏ドレッシング、1990年代には冷凍食品の油淋鶏が発売された。

#### 栗原はるみの「揚げ鶏のねぎソース」
栗原はるみが1994年に発表した揚げ鶏のねぎソースは、中国料理店の油淋鶏の再現を試みたレシピである。城戸崎愛のねぎソースと違い、栗原版はネギのみじん切りと唐辛子の小口切りを炒め、調味料を加えて煮る。翌1995年に栗原はテレビ番組「きょうの料理 § 20分で晩ごはん」で「揚げ鶏のねぎソース丼」の調理を実演し、時間内に完成させた。
栗原のレシピにはバリエーションがある。「揚げ鶏のねぎソース」ではソースに唐辛子が入っているが、鶏のから揚げ ねぎソースには唐辛子がない。2020年代に栗原はこれらとは別の「油淋鶏」という料理名のレシピも出している。従来の「揚げ鶏のねぎソース」は、炒めたネギのソースをかけた「和風味」。これに対して「油淋鶏」では炒めたニンニク・ショウガのソースを揚げ鶏にかけてから、最後に生ネギおよび擦りつぶした花椒をかける「本格中華味」だとしている。
栗原はるみの息子 栗原心平の「揚げ鶏のねぎソース」では、ねぎソースのネギを炒めていない。

### 人気
日本の料理人気ランキングで油淋鶏はたびたびランク入りしているが、選外なこともある。
1998年の『別冊きょうの料理 読者が選んだ21世紀に伝えたいおかずベスト100』で「揚げ鶏のねぎソースかけ」が24位に入っている。
2009年のgooリサーチと読売新聞による共同調査「好きな中華料理」では30位以内に入っていなかった。
いっぽうMyVoiceアンケート調査「好きな中華料理のメニュー」で油淋鶏は2014年に20位、2023年に14位。
NTTドコモによるdポイントクラブ2024年調査の「外食で中華料理を食べるとき、よく頼む好きな『主菜メニュー』」（前菜・点心・麺類・ご飯物は除く）で油淋鶏は4位である。
料理研究家や料理人が、身近な人に格別好評だった例を挙げている。城戸崎愛は、普段料理をしない男性が「揚げ鶏のねぎソースかけ」を作ってみたと聞いて喜んだ。栗原はるみは、鶏肉が苦手な父や友人が「揚げ鶏のねぎソース」を美味しいと言って食べたことに驚き、我が家で一番人気の料理だとした。陳建一も「鶏から揚げの甘酢ソースがけ」は我が家で特に好評のおかずだと言う。

### 日本の油淋鶏に似た料理

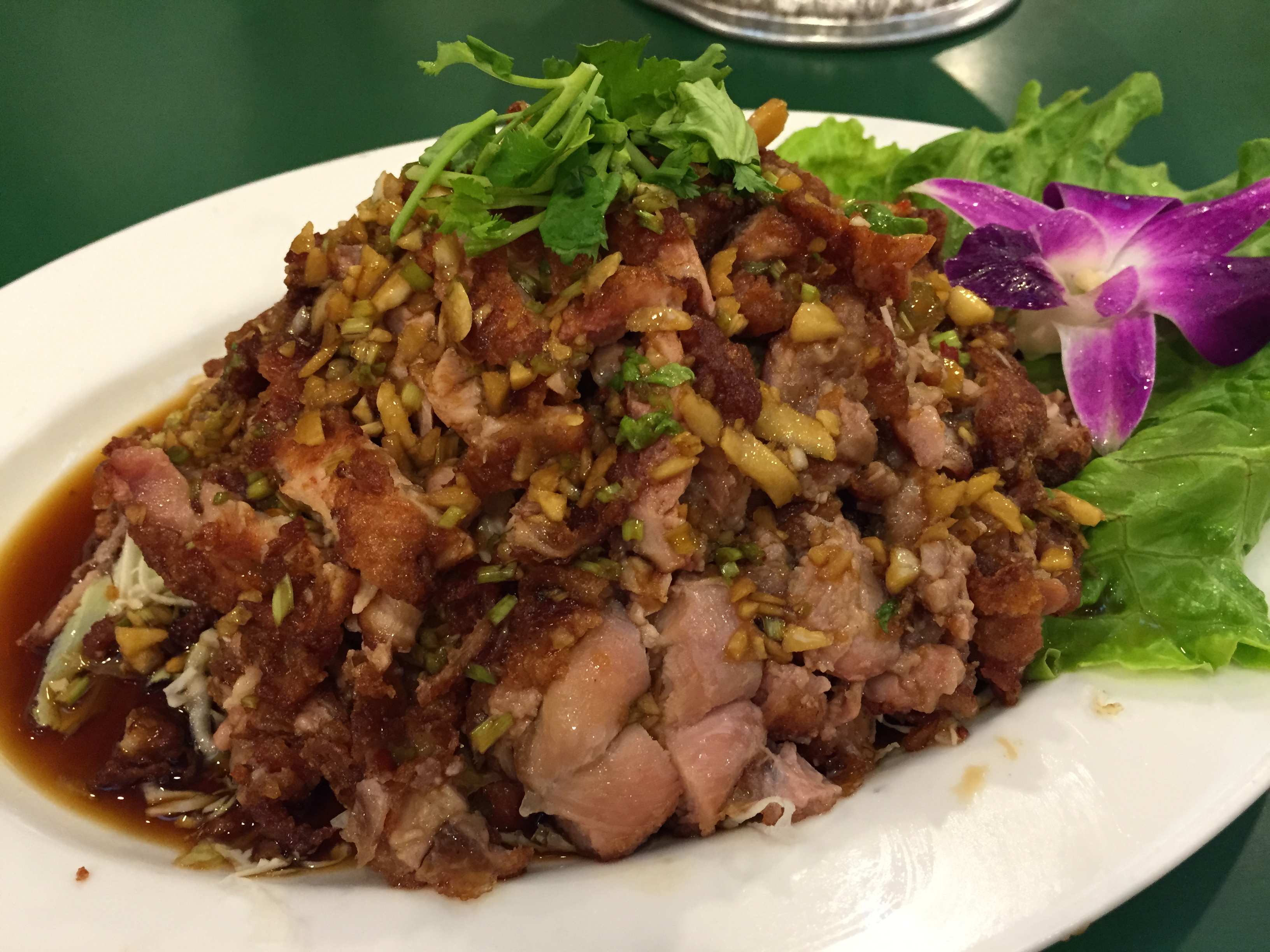
泰式椒麻鶏

鶏のから揚げに甘酢のタレをかけた料理としては台湾の泰式椒麻鶏がある。また、甘酢のタレを絡めた料理としてはチキン南蛮やアメリカの General Tso's Chicken（左宗棠鶏)、オレンジチキン、イギリスのレモンチキンがある。

## 韓国のユリンギ

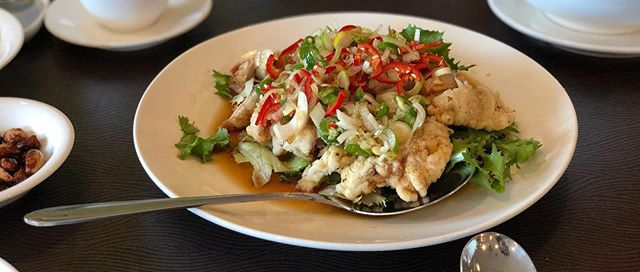
ユリンギ

韓国の中華料理 ユリンギ（韓国語: 유린기、油淋鷄）は日本の油淋鶏と同様、鶏肉の切り身に衣をつけて揚げた唐揚げに、醤油・レモン汁あるいは酢・砂糖・ごま油のタレをかける。鶏肉の下味にチョンジュ（清酒）を使い、衣には鶏卵を入れる。タレの薬味は刻み唐辛子とネギ。鶏肉は細切りにしてから揚げる場合もある。